# André Demichel
André Demichel, né le 18 mars 1935, à Libourne et mort le 8 août 2000 à San-Nicolao, est un juriste et professeur de droit public français. Ses recherches portent principalement sur le droit public et le droit médical. 

## Parcours
Agrégé des facultés de droit en 1960, André Demichel enseigne, au cours de sa carrière, à l'Université de droit d'Alger, à l'Université Lumière-Lyon II avant de rejoindre l'Université Paris VIII (« Vincennes Saint-Denis »). 
Dans la première partie de sa carrière, il écrit essentiellement sur le droit public et plus particulièrement sur le droit administratif. Proche du Parti communiste français, André Demichel propose une analyse marxiste et critique du droit en marge du mouvement « Critique du droit  ». Il fait état de ses réflexions dans son ouvrage Le droit administratif. Essai de réflexion théorique publié en 1978. 
Il se focalisera ensuite sur le droit médical. 

## Œuvres

### Ouvrages
- André Demichel, Le Contrôle de l'État sur les organismes privés. Essai d'une théorie générale, Paris, Librairie générale de Droit et de jurisprudence, 1960
- André Demichel, Grands services publics et entreprises nationales, Paris, Dalloz, 1974
- André Demichel, Le droit administratif. Essai de réflexion théorique, Paris, Librairie générale de droit et de jurisprudence, 1978
- André Demichel, Droit médical, Paris, Berger-Levrault, 1983
- André Demichel, Le Droit pharmaceutique, Paris, Édition du Papyrus, 1986
- André Demichel, La responsabilité médicale, Lyon, L'Hermès, 1997
- André Demichel, Le droit de la santé, Bordeaux, Les Études hospitalières, 1998
- André Demichel, Le secret médical, Bordeaux, Les Études hospitalières, 2001

### Ouvrages en collaboration
- André Demichel, Pierre Lalumière, Les régimes parlementaires européens, Paris, Presses universitaires de France, 1966, rééd. 1978
- André Demichel, Francine Demichel, Le droit électoral, Paris, Dalloz, coll. « Manuels Dalloz de droit usuel », 1973
- André Demichel, Francine Demichel, Les dictatures européennes, Paris, Presses universitaires de France, coll. « Thémis: Sciences politiques », 1973
- André Demichel, Francine Demichel, Marcel Piquemal, Institutions et pouvoirs en France une traduction institutionnelle du capitalisme monopoliste d'État, Paris, Éditions sociales, 1975
- André Demichel, Francine Demichel, Marcel Piquemal, Pouvoir et Libertés : essai de typologie des libertés dans le capitalisme monopoliste d'État, Paris, Éditions sociales, 1978
- André Demichel, Francine Demichel, Cuba, Paris, Librairie générale de droit et de jurisprudence, coll. « Comment ils sont gouvernés », 1979
- André Demichel, Pierre Lalumière, Le droit public, Paris, Presses universitaires de France, 7ème éd., 1996